# Facidia sassana
Facidia sassana är en fjärilsart som beskrevs av Embrik Strand 1918. Facidia sassana ingår i släktet Facidia och familjen nattflyn. Inga underarter finns listade i Catalogue of Life.